# 第一次マケドニア戦争
第一次マケドニア戦争（だいいちじマケドニアせんそう、英: First Macedonian War）は、紀元前214年から紀元前205年にかけて行われた戦争である。共和政ローマとマケドニア王ピリッポス5世の間で争われ、紀元前211年以降はローマ側にアエトリア同盟とペルガモン王アッタロス1世らが加勢した。
同時代人には、「アエトリア戦争」と認識されており、第二次ポエニ戦争（ローマ対カルタゴ、紀元前219年 - 紀元前201年）と同時代の戦争で、同盟市戦争でアエトリア同盟に勝利し、ヘッラス同盟のリーダーとしての強さを見せつけたピリッポスが、ローマに対して優勢であったカルタゴと同盟して仕掛けたが、両国が会戦することなく紀元前205年に締結されたフォエニケの和約によって終戦を迎えた。
20世紀初頭の学者で共和政ローマの対ギリシア政策研究の権威モーリス・オローは、ローマの目的をマケドニアによるイタリア半島介入を阻止するための防衛的なものであったとし、反論はあるものの概ね受け入れられている。ポリュビオスは、ローマがこの時点で全ギリシアの支配を目論んでいたとしているが、オローはこの戦争でのローマ軍のパフォーマンスの低さから否定的である。一般的には、マケドニアのイタリア介入を阻止したローマの戦略的勝利と見做されている。

## 背景

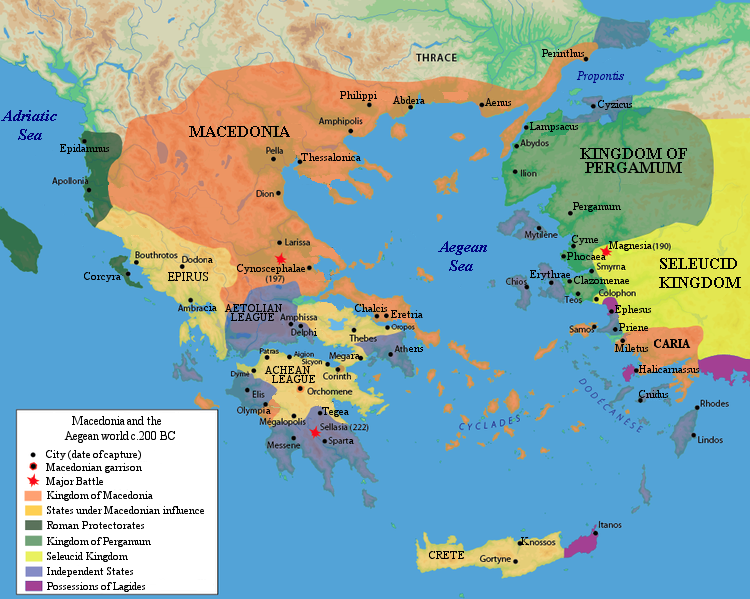
紀元前200年のギリシアの諸同盟とマケドニア王国の勢力図

### ギリシア世界の状況
アレクサンドロス3世の大遠征とその死の後、ギリシア世界は落ち着きを取り戻していたが、その中でも存在感を放っていたのはマケドニア王国で、紀元前220年に（Walbankによれば、紀元前221年に17才で）玉座についたピリッポス5世の治世を、テオドール・モムゼンはピリッポス2世時代のように安定していると評価している。ケルト人の侵入からの回復は遅れており、共和政ローマの執政官が率いる2個ローマ軍団ほどの兵力は動員出来なかったが、北方の国境は安定し、イリュリアを威圧しつつ、南方のギリシアの大部分をその勢力下に収めており、活力を保っていた。
小アシアには小国が割拠し、内陸部にはガリア人が定住していたが、それに対し攻勢をかけて成功したアッタロス朝ペルガモンのアッタロス1世は、その莫大な資産を外交にも利用し、ロレンツォ・デ・メディチにも比されている。
アエトリア同盟は、マケドニアや南部のアカイア同盟と敵対しており、アカイア同盟は外交の失敗とスパルタとの紛争もあり、マケドニアの介入を受けてその支配に屈していた。アエトリア同盟とペルガモンは少なくとも紀元前250年頃から友好関係を保っていた。

### イリュリア

ケルト人の侵入

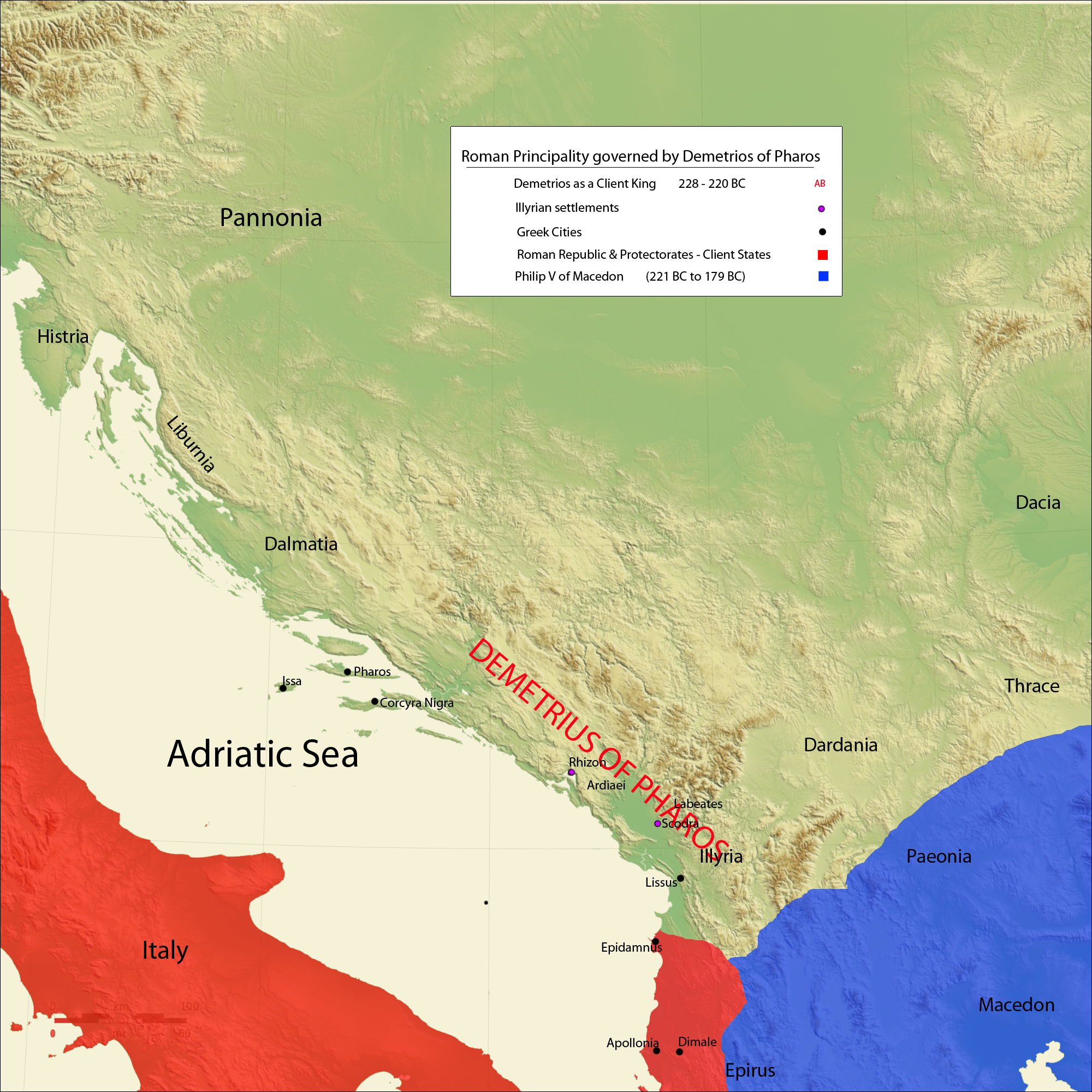
イリュリアの勢力図。赤がローマ、青がマケドニア

ケルト人の侵入を受けてイリュリアを支配するようになったのが、アルディアエイ族で、紀元前231年にその王アグロンがマケドニア王デメトリオス2世と同盟し、アエトリア同盟と戦って勝利している。アグロンはほどなく亡くなり、その幼少の子ピンネスを妻のテウタが摂政として支えるようになると、配下のスケルディライダスらがエペイロスまで南下してフォエニケを陥落させ、アエトリア同盟、アカイア同盟の援軍を撃破して停戦した。
イリュリアは海賊で有名で、アドリア海のイタリア船を襲ったため、元老院は二人の使者をイッサ島攻撃中のテウタの元に派遣し抗議させた。彼女はイタリア船に対する公的な襲撃は停止することを約束したが、私的なものまでは約束出来ないと回答し、ローマ側は宣戦布告、使者の一人は殺害された。テウタはアポッロニアやエピダムヌスを包囲し、更にコルキラ島を占領してこれをパロスのデメトリオスに任せた。しかしローマの執政官グナエウス・フルウィウス・ケントゥマルスに攻撃されると、その野心をテウタから疑われていたデメトリオスはローマに降伏、更に大軍を上陸させたローマ軍にイリュリアは敗北し、和睦した（第一次イリュリア戦争）。オローによれば、この戦争までローマは東方に関心がなかったという。
テウタと替わって、デメトリオスがピンネスの実母トリテウタと結婚し摂政になった。一般的には、リッスス以南はローマ、以北をイリュリアと推測されているが、恐らくアポッロニアとエピダムヌス周辺、イッサ島とコルキラ島、そして降伏したパルティニ族、アティンタネス族は、ローマのクリエンテスとされ、自由が保障された。これは海外のクリエンテスの最初の例であり、彼らに自由を与えたことは、ティトゥス・クィンクティウス・フラミニヌスが後にイストミア大祭で行った宣言にも連なると考えられている。
国内にスケルディライダスという強敵を抱えるデメトリオスは彼と和解し、しばらく慎重に行動していたが、ローマが東方に関心がなく、ガリア・キサルピナのガリア人と戦うようになると、デメトリオスはアンティゴノス3世と同盟してセッラシアの戦いに参加し、ポリュビオスによれば、突然ローマの友好都市を襲撃し始めたとしているが、紀元前220年にはローマはガリア人に勝利しつつあり、マケドニアは若いピリッポスに代替わりしたばかりで、デメトリオスが何故この時期にローマに喧嘩を売ったのか全く説明になっていない。恐らくデメトリオスは、何年もかけてローマの友好都市にまで自分の影響力を広げており、彼とマケドニアの影響力が増すことを嫌ったローマが討伐を決めたのであろう。紀元前219年、ローマは再びイリュリアに討伐軍を派遣し、イリュリア南部とパロスを占領したため、デメトリオスはマケドニア王宮に逃げ込み（第二次イリュリア戦争）、イリュリア王にはスケルディライダスが就いた。

### 同盟市戦争
デメトリオスがマケドニアに亡命した頃、マケドニア王国はギリシア半島南部のアエトリア同盟と戦争していた（同盟市戦争 前220-217年）。時のマケドニア王ピリッポス5世は、『紀元前217年6月、第二次ポエニ戦争でローマと戦っていたカルタゴが、トラシメヌス湖畔の戦いにてローマを撃破した』との知らせを受け取っていた。王は最初、この手紙をデメトリウスだけに見せたという。デメトリオスは故国イリュリアを回復する絶好の機会であると踏み、まだ若いピリッポス5世に対して、アエトリア同盟と講和し、ローマと戦争をするべきだと強く勧めた。ピリッポスの意識を、ギリシアではなく、イリュリアやイタリア半島に向けさせようと仕向けたのである。歴史家ポリュビオスはこの時のデメトリウスの言葉を以下のように引用している。
「ギリシアは今やあなたに逆らうことはありません...あなたがイタリアへ渡ることこそ、帝国建設への第一歩であり、あなたの他にそれをなせる者などいないのです。ローマが逆境にある今こそが、その時なのです。」
まだ若かったピリッポス5世は、容易にデメトリオスの説得に応じたという。ローマの失墜につけ込み、イリュリアの支配とイタリアへの介入を狙った。

### ナウパクトスの和約

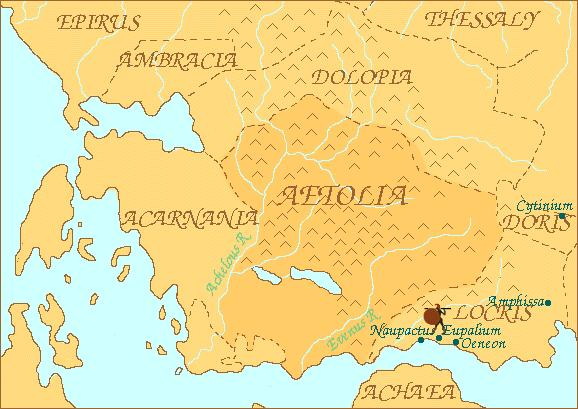
古代アエトリアの地図

ピリッポス5世は、アエトリア同盟とナウパクトスにて会談を行ない、その地で講和条約が結ばれた。ポリュビオスはナウパクトス人の演説を引用しているが、やがてやってくるローマかカルタゴに対し、ギリシアが団結する必要性を訴えており、当時実在した記録に基づいている可能性が高いという。

### マケドニア海軍設立
ピリッポス5世はマケドニア海軍を創設したが、艦隊の主力軍船としてイリュリア人がよく用いたとされる小型のガレー船「レンブス」を採用した。一段のオールを持ち、漕ぎ手以外に50人の戦士を搭乗させることができる船であった。紀元前217-216年の冬の間に、100隻の軍船を建造し、その漕ぎ手たちに訓練を施したが、ポリュビオスによれば、ピリッポスが行った軍事訓練はこれまでマケドニアにて行われたことのない様なものであったという 。
ピリッポスはこの艦隊のおかげで、この頃ハンニバル率いるカルタゴ軍への対応に忙殺されていたローマ軍を撃退することを目指すことができるほどの軍事力を有するまでに至ったというが、ローマ海軍と太刀打ちできるほどの艦隊を建造・維持できるほど十分な建造材料を集めることができなかったのではないかと言われている。ポリュビオスによれば、ピリッポスはローマ軍と海上で争うことを望んではいなかったといい、ピリッポス自身が、艦隊の軍事訓練が十分でないことを理解していたからとも言われている。

## 推移

この頃のイリュリア南部

### マケドニアのイリュリア侵攻
ピリッポスの作戦は、まずイリュリアの海岸沿いを占領し、次にこの海岸地帯とマケドニアとの間の地域を占領し、これらの占領地を経由してアドリア海の向こう側のイタリア半島に迅速に援軍を送れるように軍備体制を整えるというものであった。ピリッポスはスケルディライダスを攻撃し、アプスス川とスカムピス川の上流、リュクニドス湖周辺を確保し、ローマの反応が鈍いことを見て取ると、更に艦隊でもってイリュリアに侵攻した。
夏の初め、ピリッポスの艦隊はマケドニアを出港し、エウボイア島のカルキスを経由してマレア岬を迂回し、ケパレニア島・レウカス島にて投錨し、この地でローマ艦隊の居所の報告を待った。そしてローマ艦隊がまだメッサナにいると知ると、イリュリアの都市アポッロニアに向かって出港した。その後サソ島付近にて、ローマの軍船がアポロニアに向かって進軍しているとの報告を受けた。ピリッポスはこれを知るや否や、すぐにケパレニア島に撤退を開始した。スケルディライダスの知らせに応じ、ローマがリリュバエウムから10隻の五段櫂船を回したものであった。

### マケドニア-カルタゴ同盟締結
紀元前215年、前年の失敗から、ピリッポスはカンナエの戦いの後のハンニバルと同盟を締結したが、これはハンニバルはイタリアを、マケドニアはイリュリアを攻撃するという確認が成されたものと考えられており、必要であればピリッポスが援軍を送ることも含まれていた可能性もある。
前年のピリッポスの動きに対し、ローマはプラエトル（法務官）のマルクス・ウァレリウス・ラエウィヌスに艦隊を預けてブルンディシウムからタレントゥムの間に展開させた。ティトゥス・リウィウスの記述によれば、元々25隻で、マケドニア-カルタゴ同盟を受けて更に25隻程度増強したというが、ポリュビオスの記述を参考にしたと思われる戦争に参加した艦船は全部で25隻としており、リッスス防衛の為に分割された説や、そもそも増強を疑問視する説、他に兵士の逃亡によって半減したとする少し考えにくい説もある。

### イリュリアでの交戦
紀元前214年、恐らくハンニバルがタレントゥムへ向かうのに合わせて、ピリッポスは120隻のレンブスでもって再度イリュリアへ侵攻し、オリクスとアポッロニアを攻撃したが、ラエウィヌスはタレントゥムにマルクス・リウィウス・マカトゥスを派遣しつつ、アポッロニア救援に赴いたため、ピリッポスは艦隊を焼き払って退却し、ラウェウィヌスはオリクスで越冬した。このときラエウィヌスは、ガイウス・テレンティウス・ウァッロから引き継いだ軍団を率いていたと思われる。オリクスはローマの植民市であったとも考えられ、沿岸部を諦めたピリッポスは、イリュリア北部で戦うスケルディライダスと、南部のローマ友好都市との間を分断する方針に切り替えた。
翌紀元前213年、今度は陸路イリュリアへ侵攻したピリッポスは、スケルディライダスからリッススとその周辺を奪取し、アドリア海に港を確保することに成功した。恐らくリュクニドス湖とダッサレティ周辺から侵入し、ディマッルムを占領してパルティニ族やアティンタネス族を制圧した後、北部へ向かったのだろう。
これを受けてラエウィヌスは、同盟市戦争でピリッポスと敵対していたアエトリア同盟との提携を模索する。いつラエウィヌスとアエトリア同盟との同盟が締結されたのかについては諸説あるが、当時ローマはカルタゴと戦争中であり、シュラクサエとカプアをローマが落して戦況が好転した紀元前211年に締結されたとも考えられる。ただ、理由は不明だが正式な調印は2年後となった。アエトリア同盟に対して、同盟市戦争の失地回復や、アカルナニア地方の獲得への援助に加え、マケドニアのデメトリオス2世やアンティゴノス3世に奪われた領土の奪還も匂わせた可能性がある。ナウパクトスの和約は、現状維持で合意していたと思われ、それをマケドニア側が破ったという記録はないため、アエトリア同盟は領土的野心からローマと同盟したのであろう。彼らはストラテゴス（将軍）としてスコパスを選出した。

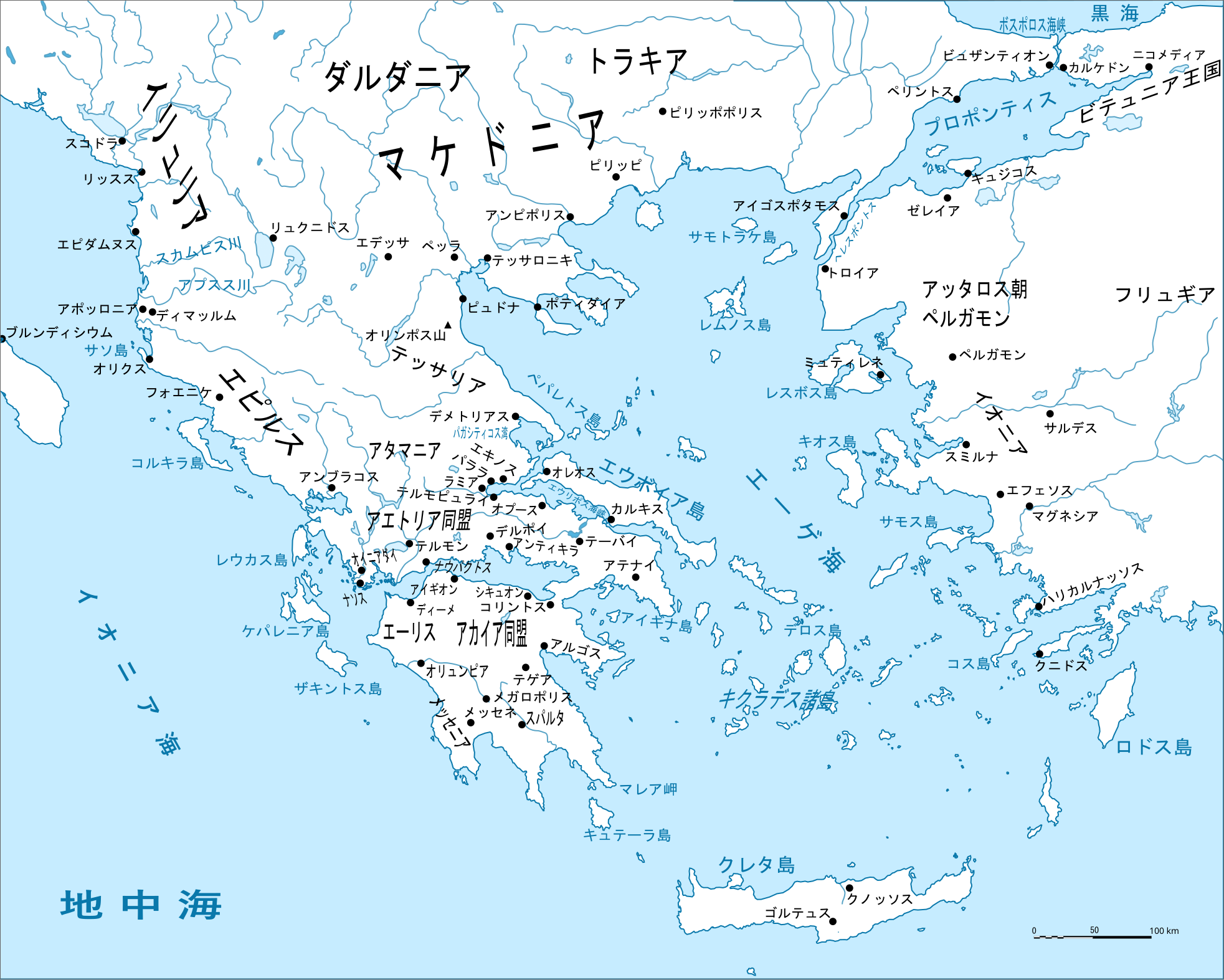
この頃のギリシア世界

紀元前211年、ラエウィヌスはマケドニアの支配するザキントス島を攻撃したが、これには失敗し、恐らくアエトリア同盟と共同でアカルナニアのオイニアダイとナソスを攻略した後、コルキラ島で冬営した。一方、同盟締結を知ったピリッポスは、北方を固める作戦を行い、ペッラで越冬した。

### 対マケドニア同盟
紀元前210年、執政官に選出されたラエウィヌスの後任として、紀元前211年の執政官プブリウス・スルピキウス・ガルバ・マクシムスが、プロコンスル（前執政官）としてギリシアでの戦争のインペリウム（指揮権）を付与された。ラエウィヌスはフォキスのアンティキラをアエトリア同盟と共同で攻略し、スルピキウスと交代した。更にこの同盟には、スパルタ、エーリス、メッセニア、そしてアッタロス1世が参加した。
この同盟でのローマの条件は、25隻の五段櫂船と数千の兵力だけを提供し、恐らく領土ではなく、戦利品だけを獲得するというもので、彼らにとっては、ハンニバル戦争で逼迫するリソースを多く割くことなく、若く大胆なピリッポスがカルタゴ艦隊を利用して渡航するのを牽制し、うまくすれば懲罰としての損害すら与えられることになる。スルピキウスのローマ艦隊と、アッタロスのペルガモン艦隊が連合し、恐らくアッタロスが同盟参加の条件としたエーゲ海の島々、特にエウボイア島を奪取すれば、マケドニアのギリシアでの行動を制限出来る。

### ギリシアでの攻防

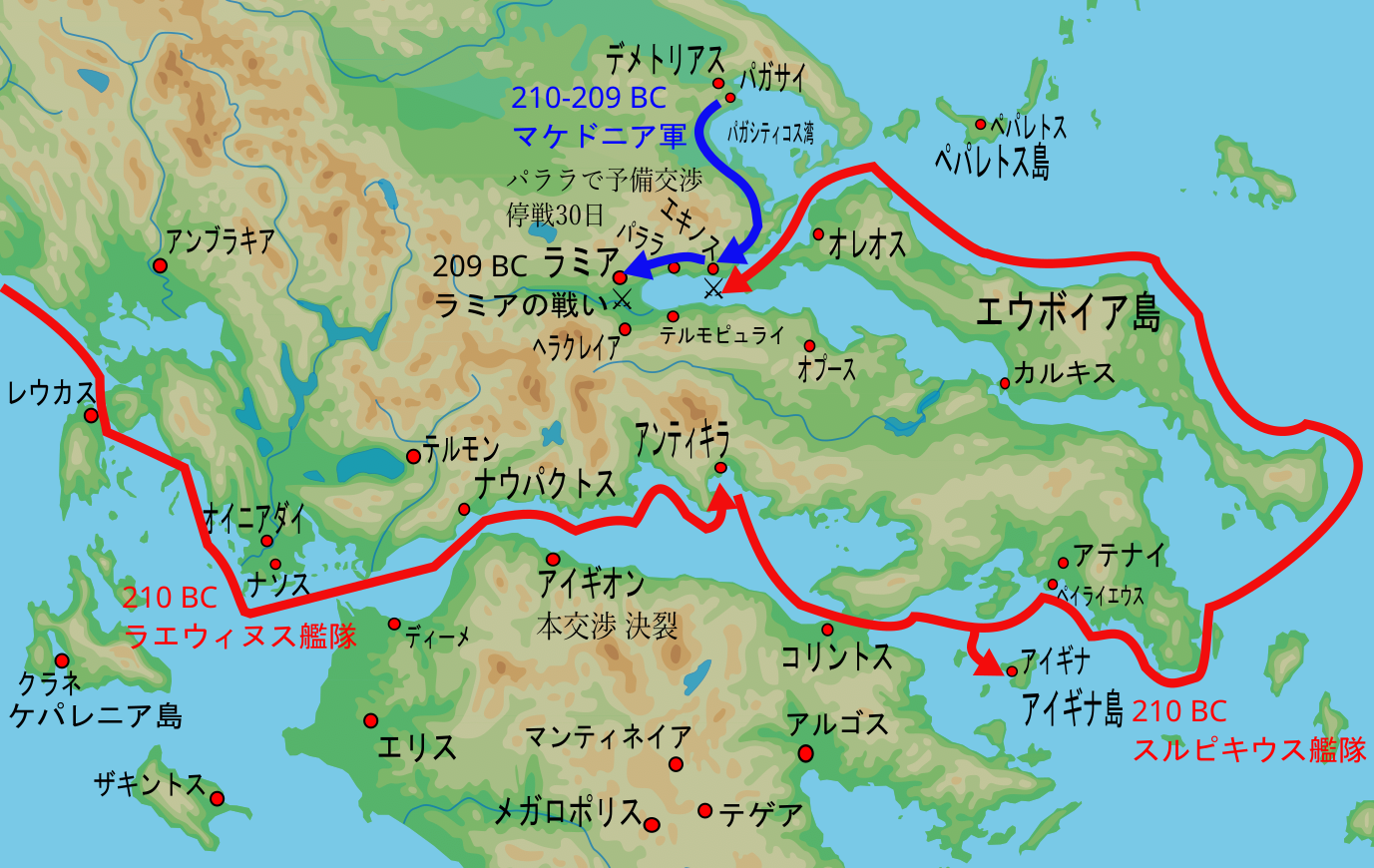
紀元前210年から209年にかけての両軍の動き（予想図）

ピリッポスは、パガシティコス湾から海岸沿いに攻め下り、エキノスを包囲した。アエトリア同盟の支援要請を受けたスルピキウスは救援に向かったが、包囲を破ることは出来ず、エキノスは降伏した。スルピキウスは、エキノスからの帰りにアイギナ島を占領し、アッタロスは翌年からの参戦を決定した。アイギナ島はアエトリア同盟のものとなった後に、アッタロスに売却されている。
翌紀元前209年、先手を取ったのはピリッポスだった。海岸沿いの道路を確保した後、ラミアでアエトリア軍を叩き、一時休戦を受諾した後、ペロポネソス半島に駐屯した。スルピキウスは、一説によればカルタゴ艦隊の蠢動を気にしてナウパクトスで同盟国を守ることに徹し、アッタロスが艦隊を率いてアイギナ島に到着したのも6月と遅れ、エーリス防衛の後ピリッポスが引き上げると、ローマ、ペルガモン両艦隊は合流してアイギナ島で冬を越し、アエトリア同盟はテルモピュライの防御を厚くした。

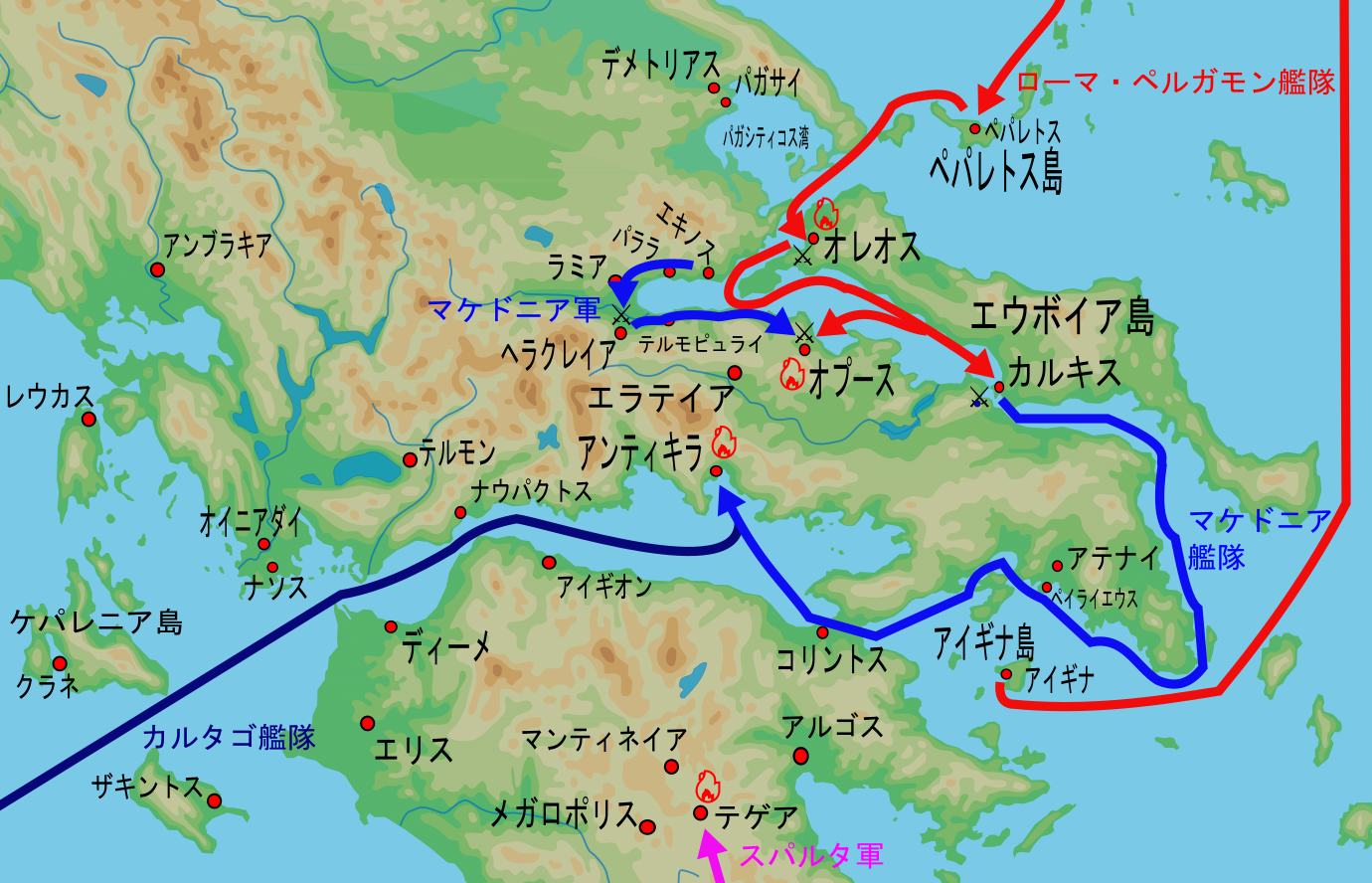
紀元前208年のピリッポス帰国までの両軍の動き（予想図）

紀元前208年、ローマ・ペルガモン連合艦隊60隻は、レムノス島、ペパレトス島を攻撃したものの落とせず、主目的であるエウボイア島に目標変更し、北部のオレオスを落したが、カルキスに手こずると対岸のオプース周辺を占領した。
マケドニアは前年秋からダルダニア人の攻撃を受けており、北部国境が不安定になっていた。しかしピリッポスは同盟国からの支援要請を受けると、ローマとアエトリア同盟が会談していたヘラクレイアを急襲し、更にテルモピュライを抜いてオプースにいたアッタロスを破った。アッタロスは逃亡には成功したが、ピリッポスの要請でビテュニア王プルシアス1世がペルガモンに侵攻したため、帰国を余儀なくされ、テルモピュライとエウボイア島を保持してピリッポスの行動を制限する戦略が破綻したスルピキウスも、オレオスを放棄してアイギナ島に帰還した。
ピリッポスは夏までにテルモピュライ周辺を確保すると、五段櫂船7隻とレンブス20隻からなるマケドニア艦隊でコリントス地峡を越え、イリュリアやギリシア西海岸を襲撃していたカルタゴ艦隊と合流し、アンティキラを奪回したものの、他にさしたる戦果を挙げることが出来ず、帰国した。スルピキウスはアカイア同盟のデューメを攻撃してイリュリアに戻り、スパルタのマカニダスはテゲアまで攻め上っている。
紀元前207年、アカイア同盟のストラテゴス、メガロポリスのフィロポイメンは、マンティネイアの戦いでマカニダスを討ち取った。ピリッポスはカルタゴ艦隊を見限り、自身で100隻の軍艦建設を開始すると、アエトリア同盟を集中攻撃して単独講和に持ち込み、ローマと交渉した。ポリュビオスによれば、メタウルスの戦いの後、恐らく前207年の秋までにアエトリア同盟の中心地、テルモン（テルモスとも）をピリッポスが攻撃したという。これはピリッポスがアタマニアの王アミナンデルにザキントス島を譲渡し、通行許可を得ることで実現した。

### 講和の試み
第三国の調停は紀元前209年から試みられたが、彼らの目標については諸説ある。オローは、アエトリア同盟とマケドニアの単独講和であるとし、H. H. シュミットやJ. W. リッチ（英語版）は、ローマも含めた包括的和平であると主張した。
紀元前209年、ローマ・アエトリア同盟の優位を覆したピリッポスによるラミアでの二度の勝利の後、調停のためにプトレマイオス4世、ロドス島、アテナイ、キオス島の使者が、ラミアに近いパララでピリッポスに接触した。恐らくプトレマイオスが主導したのであろう。リウィウスによれば、ピリッポスの勢力がこれ以上拡大することを怖れたためというが、ロドス島やキオス島のような通商国家にとっては、戦時中にアエトリア同盟が行っていた海賊行為を止めさせることも理由の一つであったと考えられる。
アエトリア同盟は代理人としてアタマニアの王アミナンデルを立て、30日の停戦に合意し、アイギオンで再度交渉することが決まった。ピリッポスはアッタロスの動きを気にしてカルキスに本営を移し、更にオリュンポス山南方への襲撃にも備えつつ、アルゴスに向かった。アイギオンでは、恐らくマケドニアの使節が、ローマ側に立って戦うギリシア諸国をペルタスト（軽装兵）、ローマをファランクス（重装歩兵）に例え、勝っても負けてもローマを利するだけで、彼らのギリシア支配に手を貸すだけであると主張したが、アエトリア同盟はパララでの態度を180度転換し、領土を要求したため、ラミアでの勝者であるピリッポスは激怒し、交渉は決裂した。
この両交渉ではローマは立ち会っていなかったが、アエトリア同盟がローマに有利な条件を要求したことから、この交渉はローマも含めた和平交渉であったと主張する学者や、戦争継続のためにローマが裏で糸を引いていたとする学者もいる。しかし、アエトリア同盟が土壇場で態度を変えることは、同盟市戦争でも見られたことで、この時点でローマとの同盟が正式に調印されていなかった彼らは、ローマを頼るべきか迷っていたが、ローマ・ペルガモン連合艦隊が来たことを知り、交渉を打ち切るために無茶な要求をした可能性がある。
紀元前208年、プトレマイオスらの使者はヘラクレイアでローマとアエトリア同盟に接触し、その後夏にピリッポスとエラテイアで会談したが、更にスパルタ攻撃やカルタゴ艦隊との連携強化を考えていた彼は、曖昧な返答に終始した。
紀元前207年、アッタロスは本国に戻り、ピリッポスは前年の戦勝によって、ギリシアに敵なしを見せつけ、その同盟者フィロポイメンは軍事改革によってスパルタに勝利したが、一方ローマは占領した都市住民を奴隷として売り払い、蛮族としてギリシア諸国の怒りを買っていたという。この年の和平交渉については、アッピアノス、カッシウス・ディオ、ポリュビオスの断片、そしてここではポリュビオスを参照していないと思われるリウィウスの記述に食い違いがみられる。
ポリュビオスによれば、この年の交渉では、ロドス島のトラシュクラテスが、ローマ人は蛮族であり、彼らは全ギリシアにとって災いになるとし、アイトリア同盟に対してマケドニアとの講和を勧めており、ローマへの反感があったことは確かだと考えられている。アッピアノスによれば、スルピキウスは自分には交渉する権限がないとしつつ、元老院にはアエトリアに戦争を継続させることの必要性を説き、条約締結を認めないとの命令を受け取っていたという。こうした行動は、前任者のラエウィヌスがアエトリア同盟に約束していたこととの落差を想起させ、使節らをアエトリア単独講和に舵を切らせた可能性がある。
国内情勢に不安のあるピリッポスは、こうした動きを敏感に察知し、使節やアエトリアの面子を潰さない形での講和受け入れを提案した。二度目の交渉では、マケドニアとアエトリアが講和することで、ローマの介入を絶つべきであるとした言説に対し、スルピキウスが反論しようとしたが、野次によって妨害されたという。こうした裏には、アエトリア同盟内でも、反スコパス、反ローマ派が力を持ちつつあったのではないかという推測もある。
紀元前206年、アッピアノスによれば、ローマは援軍を送り込み、アエトリア同盟と共同で軍事作戦を展開したとしているが、リウィウスの記述やこの後の展開などから、この作戦の存在は疑問視されている。結局、リウィウスによれば、ローマがアエトリアを見捨てたがために、アエトリア同盟はマケドニアと単独講和した。紀元前206年の年末から翌年にかけてのことと思われる。

### 戦争終結
和平に際し、アエトリア同盟は賠償金や領土を要求されなかったと考えられており、あくまでもギリシアが一つにまとまるという形を守ることによって、マケドニアも面子を立てることが出来たという。ナウパクトスと同じく、現状維持を確認したのかもしれない。
この間ローマは沈黙を守っていたが、アエトリアが離脱したことによって、ローマは単独でカルタゴ、マケドニアを相手にする不利な立場に追い込まれた。
紀元前205年、スルピキウスの後任に、プブリウス・センプロニウス・トゥディタヌスがマケドニア、ギリシア担当プロコンスルとして派遣された。このセンプロニウスとの交代を前206年におき、アッピアノスの言うローマの援軍は彼のことだと考える学者もいる。アエトリア同盟に対して新戦力をアピールし、また戦うよう説得したが黙殺され、ピリッポスがアポッロニア方面に侵攻したため、防衛に回ったという。ただ、ピリッポスも長期化とアエトリア同盟の裏切りを警戒しており、エペイロスが両軍からの被害を訴え、仲介を申し出ると、両国はフォエニケで会談し、エペイロスの人々のために停戦するという口実で和約に応じた。
この和約の交渉にはロドス島など前回までの調停役は関係しておらず、エペイロスに接するアタマニアのアミナンデルが立ち会ったものと思われ、ピリッポスとアフリカでのカルタゴとの決戦が迫っていたローマは、イリュリアの征服地に関して妥協し合ったのだろう。ローマはアティンタネス族を、ピリッポスはリッススを放棄することが決定されたものと思われ、多くの国が証人となり、ローマ側も民会で全トリブス（選挙区）が賛成し成立した。ローマの民衆は戦争終結を喜んでいたと考えられるが、アッピアノスによれば、両国とも和平が長続きしないことを予感していたという。イリュリア王はスケルディライダスからプレウラトゥスに継承されたが、マケドニアから領土返還があったかどうか分からない。

## その後
このように、マケドニアとアエトリア同盟の単独講和を推進し、時にはローマを非難したロドス島やプトレマイオス朝らは、5年もしないうちに立て続けに元老院に現れ、セレウコス朝のアンティオコス3世とピリッポスのプトレマイオス朝を狙った秘密協定（実在したかは議論があるが）を理由にローマの軍事介入を要請し、民衆は反対したが、スルピキウスの演説もあって第二次マケドニア戦争に突入した。

## 評価
オローは、フォエニケの和約をローマの望み通りとしたが、その直前に新戦力を投入し、ローマが最も苦しい時期に攻撃を仕掛けたピリッポスに、その代償を払わせられなかったことを考えれば、屈辱的であったとも言え、元老院は再戦の機会を覗っていたのかもしれない。フォエニケの和約では、ギリシア諸国の外交技術にしてやられたとも言えるローマは、すぐにそのことを学習し、第二次マケドニア戦争ではラエウィヌス、スルピキウス、トゥディタヌスらが中心となって働き、マケドニアの脅威からギリシア諸国を守る立場を強調することで、ピリッポスを孤立させることに成功しており、ローマ外交の転機となったとも考えられる。ローマがイリュリアという緩衝国を挟んで他の大国と共存しようとした初めてのケースであり、この手段が通用しない相手をやむを得ず征服していった結果、ローマ帝国が成立したとも言えるという